# 고수관
고수관(高壽寬)은 조선 후기의 판소리 명창이다. 충남 해미에서 태어났다. 1827년에 정부에 올린 《팔도재인등장》에 의하면 당시의 판소리 명창인 송흥록, 염계달, 김계철 등과 함께 팔도재인의 한 사람으로 활약했으며, 신재효의 《광대가》에서 중국의 시인 백낙천에 비교될 정도로 판소리에 뛰어났다고 전한다. 송흥록이나 모흥갑 또는 염계달보다 조금 후배인 것으로 알려졌고 염계달의 창법을 많이 전수했다고 전하고 있으나, 그의 더늠은 춘향가의 사랑가에서 전하고 있다. 다른 명창에 비하여 많은 문식을 갖추었고 예술적 재능이 뛰어났기 때문에 소리좌석에 알맞은 노래를 골라서 잘 불렀다. 만년에 화류병에 걸려서 코멘 소리로 사랑가를 불렀기 때문에 그의 소리는 비성으로 유명하다. 또한, 동지라는 벼슬을 얻어 충남 공주에서 여생을 보냈다.